# 田中和明
田中 和明（たなか かずあき、1949年（昭和24年）1月21日 - ）は、日本の政治家。元埼玉県草加市長（2期）。

## 来歴
埼玉県草加市生まれ。1971年3月、國學院大學文学部を卒業し、同年4月に草加市役所に入職。広報広聴課長や草加市教育委員会、議会事務局長等を務める。2009年3月、草加市役所を退職。
2010年10月27日、草加市議会は臨時議会を開き、贈収賄事件で有罪判決が確定した元草加市助役を擁護する発言を問題視され、9月に不信任決議を可決されていた木下博信に対し、再び不信任決議を賛成多数で可決。地方自治法の規定により、木下市長は自動失職した。木下の自動失職により、12月12日に執行された出直し市長選に自民・民主・公明3党の支持を受けて無所属で出馬し、木下を破って初当選した。
2014年10月26日投開票の草加市長選に中学生までの子供の医療費の無料化、高齢者らに対する買い物ボランティアの創設等の実績を訴え、自民・民主・公明・社民推薦、共産支持で出馬。地域政党「ネクスト草加」の支援を受ける、元職の木下博信に前回よりも大差をつけて破り、再選。
2018年6月13日、6月定例市議会で10月28日投開票の草加市長選に立候補しない意向を表明。同年10月28日付で市長を退任。

## 人物

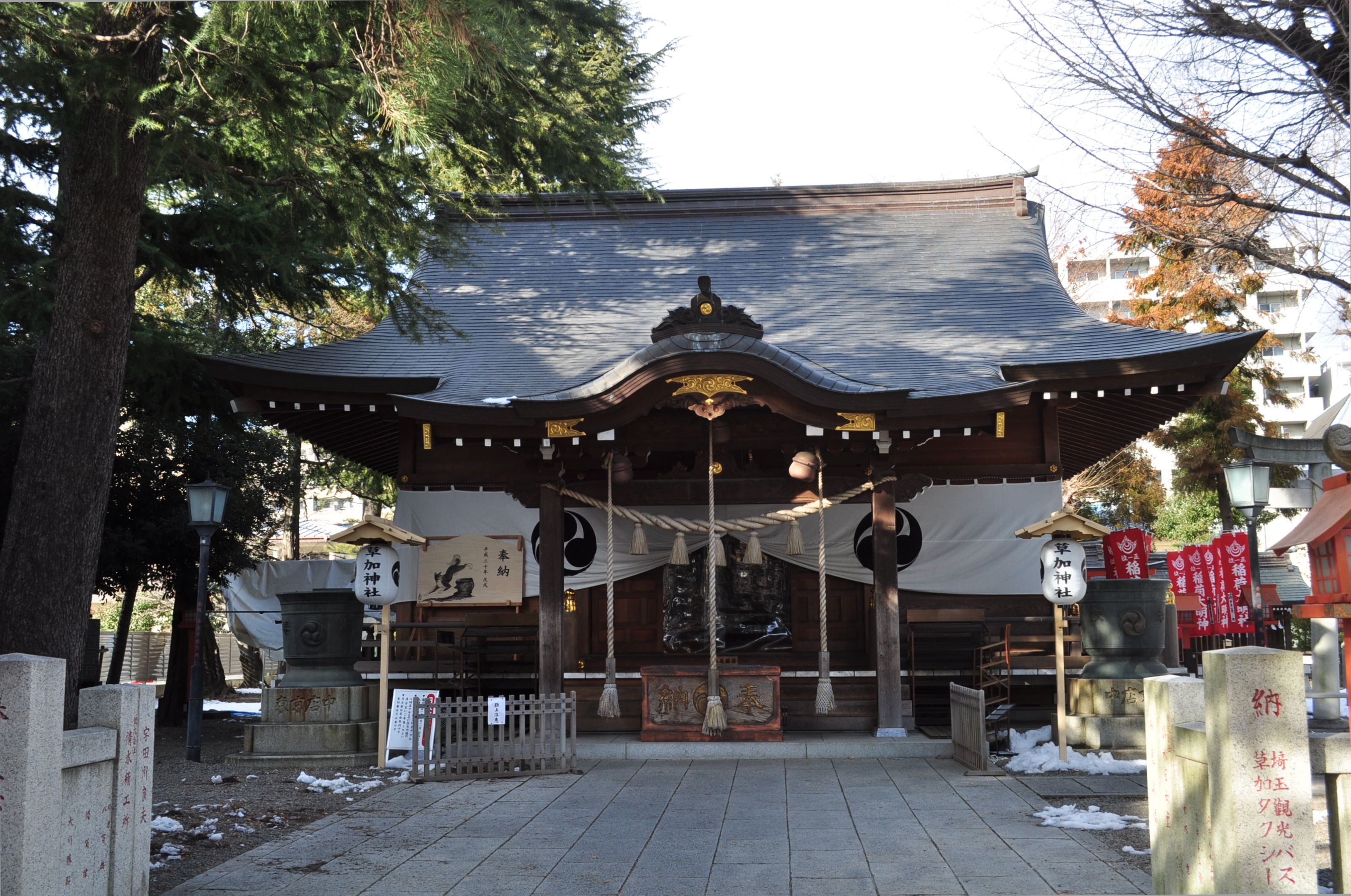
草加神社拝殿（2018年1月26日撮影）

- 草加市の総鎮守である草加神社の宮司を務める家に生まれ、自身も2001年から2010年まで宮司を務めた。